# Petronio Maria Caldani
Petronio Maria Caldani est un mathématicien italien, frère cadet de Léopold.

## Biographie
Petronio Maria Caldani acheva ses études sous la direction du célèbre P. Vincenzo Riccati, dont il fut un des élèves les plus distingués. Au mois de décembre 1763, il obtint, après un concours très-brillant, la chaire de mathématiques à l’Université de Bologne. Il fit imprimer, en 1782, un mémoire Della Proporzione Bernoulliana fra il diametro e la circonferenza del circolo. D’Alembert, après l’avoir lu, dit que l’auteur était le premier géomètre et algébriste de l’Italie. Ses profondes connaissances dans les diverses branches des mathématiques le firent désigner pour accompagner le cardinal Conti dans sa visite des eaux de la Romagne et du Bolonais, et il s’acquitta de cette commission avec beaucoup de zèle. Le Sénat, pour l’en récompenser, le nomma secrétaire de l’ambassade que la ville de Bologne entretenait près du Saint-Siège. L’ambassadeur étant tombé malade en 1795, Caldani resta seul chargé, pendant quatre ans, des intérêts de sa ville natale. Accablé moins encore par l’âge que par les fatigues, il obtint une retraite honorable, et vint demeurer à Padoue, près de son frère qu’il aimait tendrement. Il y mourut, en 1808, à l’âge d’environ 75 ans.

## Œuvres
Outre le mémoire déjà cité, Caldani en a publié quelques autres sur plusieurs questions de hautes mathématiques. On lui doit aussi divers articles très-remarquables dans l’Antologia romana de 1785 à 1787. Enfin il a laissé manuscrits des Eléments d’algèbre, qui, selon toute apparence, ne seront point imprimés. Son goût pour les sciences ne l’empêcha pas de cultiver la littérature avec succès. On reconnaît un véritable disciple de Pétrarque dans les Rime qu’il composa sur la mort de Ruffina Battoni, membre de l’Académie d'Arcadie, sous le nom de Corintea, Bologne, 1786 ; et avec des augmentations, 1794, in-8°.